# Гавендский, Кшиштоф
Кшиштоф Гавендский (пол. Krzysztof Gawędzki; 2 июля 1947 — 21 января 2022) — французский физик и математик польского происхождения.

## Образование и карьера
Родившийся в Польше, Гавендский получил докторскую степень в Варшавском университете в 1971 году. Его докторская диссертация «Функциональная теория геодезических полей» была написана под руководством Кшиштофа Маурина (1923—2017).
В 1980-х Гавендский проводил исследования в CNRS в IHES под Парижем. Он был профессором Высшей нормальной школы Лиона (ENS de Lyon), а затем почётным исследователем (эмерит).
Гавендский известен своими исследованиями в области математики квантовой теории поля (КТП), особенно конформной теории поля. В 1980-х годах он сотрудничал с Антти Купиайненом по применению метода ренормализационной группы для исследования разных моделей квантовой теории поля. Большая часть их исследований связана с конформными теориями поля с приложениями к теории струн и статистической механике. Гавендский и его соавторы изучали геометрию моделей WZW (также называемых моделями WZNW, моделями Весса-Зумино-Новикова-Виттена), прототипов рациональных конформных теорий поля.
Вместе с Купяйненом ему удалось в 1980-х годах строго построить безмассовую решёточную модель {\displaystyle \phi _{4}^{4}} модель в четырёх измерениях и модель Гросса-Неве в двух пространственно-временных измерениях. Примерно в то же время этого добились Ролан Сенеор, Жак Маньен, Жоэль Фельдман и Винсент Ривассо. Это считалось выдающимся достижением в конструктивной квантовой теории поля.
В 1986 году Гавендский идентифицировал поле Калба-Рамонда (поле B), которое обобщает электромагнитное поле от точечных частиц до струн, как коцикл степени 3 в когомологической модели Делиня.
В 2000-х годах он проводил исследования турбулентности, частично в сотрудничестве с Купяайненом. В 1995 году Гавендский и Купяйнен продемонстрировали аномальное масштабирование скалярной адвекции в моделях случайного векторного поля однородной турбулентности.
С января по июнь 2003 года находился в Институте перспективных исследований. В 1986 году его пригласили выступить с докладом «Перенормировка: от магии к математике» на Международном конгрессе математиков в Беркли. В 2007 г. в ENS de Lyon прошла конференция по математической физике в честь его 60-летия. В 2017 году в Университете Ниццы София-Антиполис прошла конференция по математической физике в честь его 70-летия.
24 ноября 2021 года Американский институт физики и Американское физическое общество объявили Кшиштофа Гавендского и Антти Купяйнена лауреатами премии Дэнни Хайнемана 2022 года в области математической физики.
Гавендский умер в Лионе (Франция) 21 января 2022 года в возрасте 74 лет.

## Избранные публикации
- Lectures on Conformal Field Theory by K. Gawędzki // Quantum Fields and Strings: A Course for Mathematicians (IAS/Park City Lectures 1996/97) / Deligne, P. ; Etingof, P. ; Freed, D. S. ; Jeffrey, L. ; Kazhdan, D.. — American Mathematical Society, 1999. — P. 727–805. — ISBN 9780821820148.
- Gawędzki, Krzysztof (1989). Conformal field theory. Astérisque. Séminaire Bourbaki, Exp. No. 704. 1988/89 (177–178): 95–126. MR 1040570.
- Frohlich, Jurg; Gawedzki, Krzysztof (1994). Conformal Field Theory and Geometry of Strings. CRM Proceedings and Lecture Notes. 7: 57–97. arXiv:hep-th/9310187. doi:10.1090/crmp/007/03. ISBN 9780821803653. S2CID 117189485.
- Gawędzki, Krzysztof (1989). Quadrature of conformal field theories. Nuclear Physics B. 328 (3): 733–752. Bibcode:1989NuPhB.328..733G. doi:10.1016/0550-3213(89)90228-9.
- Quantum Symmetries / Connes, Alain ; Gawędzki, K. ; Zinn-Justin, Jean. — Elsevier, 1998. — ISBN 9780444828675.
- Cardy, John. Non-equilibrium Statistical Mechanics and Turbulence / John Cardy, Gregory Falkovich, Krzysztof Gawędzki. — Cambridge University Press, 2008-12-11. — ISBN 9780521715140.
- Krzysztof Gawędzki. Soluble models of turbulent transport // Non-equilibrium Statistical Mechanics and Turbulence. — Cambridge University Press, 2008. — P. 44–107. — ISBN 9780511812149. — doi:10.1017/CBO9780511812149.003.